# Morfi, todos a la mesa
Morfi, todos a la mesa fue un programa de televisión argentino de género espectáculos, que mezcla música, cocina, entrevistas, diversión y humor, con importantes invitados todos los días. Debutó el 29 de junio de 2015, por la cadena Telefe.

## Equipo
| Temporada            | Temporada  | Temporada  | Temporada  | Temporada  |            |
| 1                    | 2          | 3          | 4          | 5          |            |
| -------------------- | ---------- | ---------- | ---------- | ---------- | ---------- |
| Gerardo Rozín        | Conductor  | Conductor  | Conductor  | Conductor  |            |
| Carina Zampini       | Conductora | Conductora |            |            |            |
| Zaira Nara           |            |            | Conductora | Conductora | Conductora |
| Damián De Santo      |            |            |            | Conductor  |            |
| Leandro Leunis       |            |            |            |            | Conductor  |
| María Belén Aramburu | Panelista  | Panelista  |            |            |            |
| Ariel Rodríguez      | Panelista  | Panelista  | Panelista  | Panelista  |            |
| Malena Guinzburg     |            |            | Panelista  | Panelista  |            |
| Connie Ansaldi       |            |            | Panelista  | Panelista  |            |
| Paulo Kablan         |            |            | Panelista  | Panelista  | Panelista  |
| Melina Fleiderman    |            |            |            | Panelista  | Panelista  |
| Juan Dopazo          |            |            |            | Panelista  |            |
| Santiago Giorgini    | Cocinero   | Cocinero   | Cocinero   | Cocinero   | Cocinero   |
| Rodrigo Cascón       | Cocinero   | Cocinero   | Cocinero   | Cocinero   | Cocinero   |
| Chantal Abad         | Cocinera   | Cocinera   | Cocinera   | Cocinera   | Cocinera   |
| Roberto Peloni       | Personal   | Personal   | Personal   | Personal   |            |
| Sebastián Zoppi      | Personal   | Personal   |            |            |            |
| Martina Lupardo      | Personal   |            |            |            |            |
| Kate Rodríguez       |            |            | Personal   | Personal   |            |
| Marcelo López Macía  |            |            |            | Cronista   | Cronista   |
| Eugenia Quibel       | Locutora   | Locutora   | Locutora   | Locutora   | Locutora   |

## Secciones

### Receta dulce
Chantal Abad te enseña la receta dulce del día.

### Desayuno periodístico
Refiere a la mesa del desayuno que se presenta cada día es diferente, con una temática en particular y tiene todo dulce para incluir en el desayuno. Que junto a Melina Fleiderman, Paulo Kablan y Ariel Rodríguez.

### Menú del día
Un plato de comida distinto cada día, que al principio del programa es anunciado en una de las pizarras que forman parte de la escenografía. Los cocineros enseñan a hacer ese plato durante la emisión y sobre el final del programa, los conductores y el invitado lo degustan.

### Entrevista del día
La entrevista del día, una personalidad reconocida van al living de Morfi para hablar de todo.

## Temporadas e invitados
Todos los programas, una personalidad del ambiente artístico asiste en calidad de invitado, usualmente figuras de Telefe. Se anuncia en una pizarra que se puede ver en la escenografía del programa bajo el latiguillo de "Hoy reserva...". Antes de finalizar el programa, los conductores le obsequian un libro especialmente escogido.

## Otras versiones
La franquicia "Morfi", gracias al éxito del formato original, ha logrado expandirse en la grilla del canal, que ha confiado en el programa, amparado en su éxito, para sumar distintas versiones derivadas en su programación.

### La Peña de Morfi (2016-presente)
Edición dominical que tuerce el eje más a la música, con grupos de baile y cantantes importantes invitados, y la cocina «a lo grande» al aire libre. Sale al aire en vivo todos los domingos desde las 12:00.

#### Conductores
- Gerardo Rozín (2016-2021)
- Carina Zampini (2016)
- Ivana Nadal (2016)
- Jesica Cirio (2017-2023)
- Soledad (2021)
- Jey Mammón (2022-2023)
- Georgina Barbarossa (2023-2024)
- Diego Leuco (2023-presente)
- Lizy Tagliani (2024-presente)

#### Partícipes
- Bárbara Franco (2024-presente)
- Ariel Rodríguez (2018-presente)
- Nazareno Móttola (2023-presente)
- Pichu Straneo (2023-presente)

#### Cocineros
- Santiago Giorgini y Rodrigo Cascón

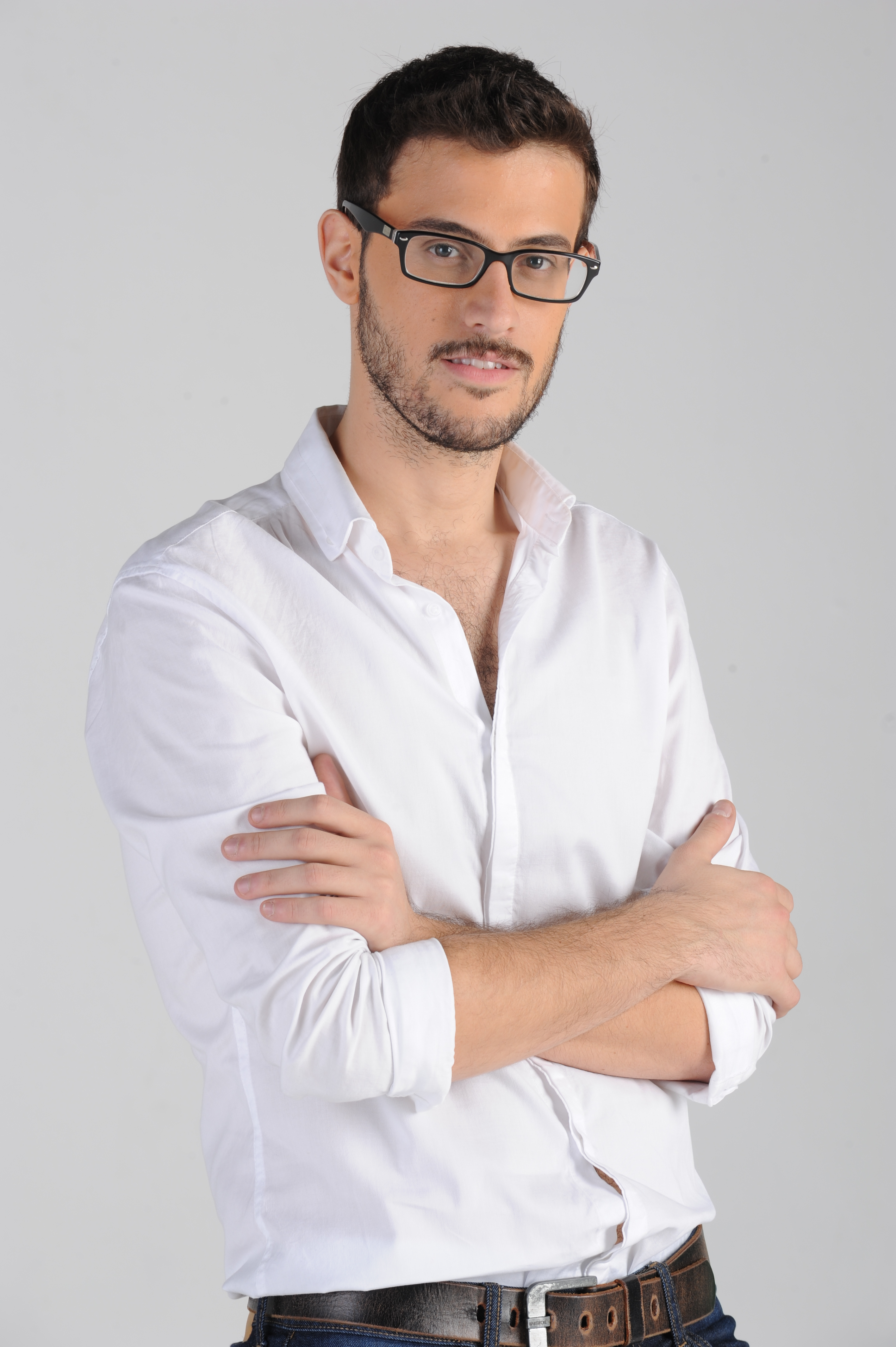
Diego Leuco, se sumó como conductor invitado en 2023 junto a Jesica Cirio en La peña de Morfi.

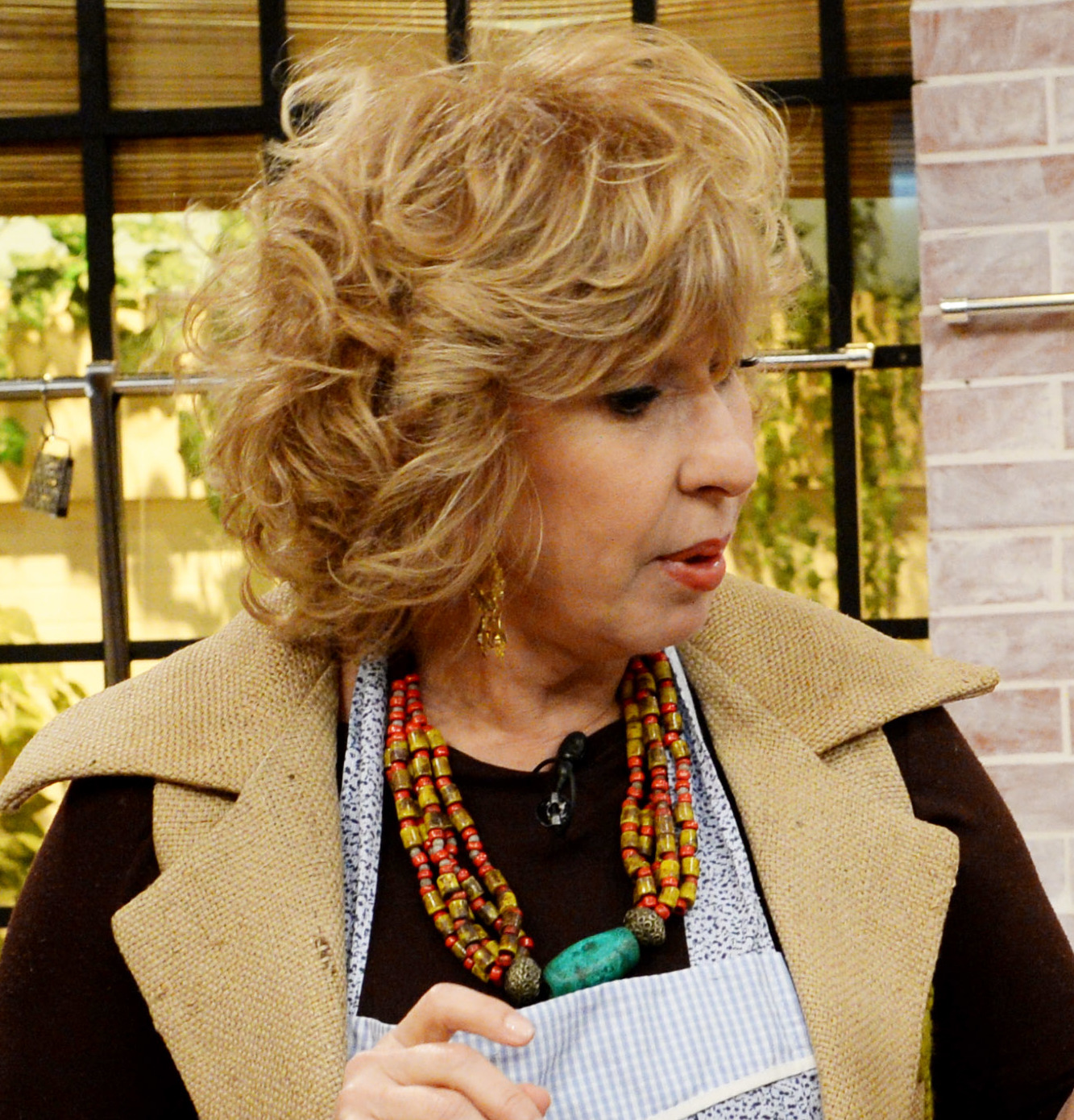
Georgina Barbarossa, conductora de La peña de Morfi (2023)

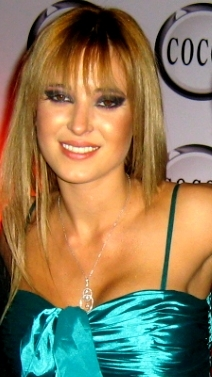
Jesica Cirio, conductora de La peña de Morfi (2017-2023).

### Morfi Kids(2018)
Es la versión del programa, que debutó el martes 2 de enero de 2018 a las 9:30, a modo de "previa" del programa original. Es conducido por Rodrigo Cascón y Chantal Abad, junto a Tomás y Araceli, de 11 años.

### Especiales Musicales de Morfi (2018)
El domingo 28 de enero de 2018, también se estrenó este nuevo especial con la conducción de Gerardo Rozín y, de conductoras invitadas, Wanda Nara (1.er y 2.º especial), Jimena Barón (3.er especial) y Jesica Cirio (4.º especial). Se emitió de 22:30 a 00 durante 4 domingos seguidos, hasta el 18 de febrero de 2018. Por primera vez desde el estreno de Morfi en 2015, se sale de la escenografía del programa y se traslada al estudio desde donde sale al aire el programa de Susana Giménez (que no está al aire durante los meses de verano), dándole una estética más elegante. Además de esto, también toma el horario de la diva de los teléfonos en la grilla del canal. El nacimiento de esta edición fue ante la necesidad del canal de competir más fuertemente en ese horario.

### Morfi Café(2016-2017)
Formato de solo media hora (lunes a viernes, de 14 a 14:30) que hacía hincapié en las recetas dulces y en donde el público podía mandar un vídeo con las recetas terminadas para mostrar al aire. Fue conducido por Zaira Nara (y en un principio también por Gerardo Rozín).

### La Fiesta de Morfi (2017)
Especial en vivo, emitido en la noche del 1 de diciembre de 2017 de 22.45 a 00:00 con la presencia de Abel Pintos, por única vez por pedido del canal para ocupar el espacio vacío en su grilla del día. Conducida por Gerardo Rozín, Zaira Nara y Jésica Cirio.

### Buen Morfi (2018-2019)
Breve noticiero de 15 minutos que se emite durante el pase de Buen Telefe a Morfi, todos a la mesa de lunes a viernes de 09.00 a 09.15.

### Las Recetas de Morfi (2020)
Santiago Giorgini conduce lo mejor del programa de las recetas hechas de los cocineros del programa ya emitidos de sus ciclos La Peña de Morfi y Morfi, todos a la mesa.

## Recepción
Desde su estreno, el programa ha tenido muy buena acogida del público, logrando ser la mayoría de las veces lo más visto de las mañanas en la televisión y siendo una seria competencia para los demás canales. La prensa, por su parte, destacó su originalidad y frescura al momento de mezclar cocina, información, humor y música con el buen desempeño de su personal.
Debido a su éxito, el canal decidió sumar una edición dominical titulada La Peña de Morfi en marzo de 2016, y salió en vivo durante 3 horas y media los domingos (11:30 a 15:00), torciendo el eje más a la música (con grupos de baile y cantantes importantes invitados) y la cocina "a lo grande" o de tamaño familiar al aire libre.
Pese a esto también tuvo alguna mala recepción por algunos televidentes entre aquellos tiempos, Debido a Su acaparacion Con la serie de Los Simpson Entre los Domingos Lo que Hacia que redujeran los Maratones, Debido a que anteriormente Esta serie Tenia Cubrida Toda la tarde el horario junto con sábado, Lo que disgusto a los fanáticos de la serie.
Posteriormente, también desembarcó en las tardes de Telefe desde junio de 2016 hasta enero de 2017 con otro programa derivado: Morfi Café, con una duración de solo media hora (lunes a viernes, de 14 a 14:30) en donde se hacía hincapié en las recetas dulces y en donde el público podía mandar un vídeo con las recetas terminadas para mostrar al aire. Fue conducido por Zaira Nara (y en un principio también por Gerardo Rozín), quien después sería la conductora de la tercera temporada de Morfi, todos a la mesa en reemplazo de Carina Zampini.

## Premios y nominaciones
| Premios Martín Fierro | Premios Martín Fierro             | Premios Martín Fierro  | Premios Martín Fierro | Premios Martín Fierro |
| Año                   | Categoría                         | Nominado               | Resultado             | Ref.                  |
| --------------------- | --------------------------------- | ---------------------- | --------------------- | --------------------- |
| 2016                  | Mejor magazine                    | Morfi, todos a la mesa | Nominado              | [ 1 ]                 |
| 2016                  | Mejor conducción femenina         | Carina Zampini         | Nominada              | [ 1 ]                 |
| 2016                  | Mejor labor periodística femenina | María Belén Aramburu   | Nominada              | [ 1 ]                 |
| 2017                  | Mejor magazine                    | Morfi, todos a la mesa | Nominado              | [ 2 ]                 |
| 2017                  | Mejor conducción femenina         | Carina Zampini         | Nominada              | [ 2 ]                 |
| 2017                  | Mejor labor periodística femenina | María Belén Aramburu   | Nominada              | [ 2 ]                 |
| 2017                  | Musical                           | La peña de Morfi       | Nominado              |                       |
| 2018                  | Musical                           | La peña de Morfi       | Ganador               |                       |
| 2019                  | Musical                           | La peña de Morfi       | Ganador               |                       |
| 2022                  | Musical                           | La peña de Morfi       | Ganador               |                       |

| Premios Tato | Premios Tato              | Premios Tato           | Premios Tato | Premios Tato |
| Año          | Categoría                 | Nominado               | Resultado    | Ref.         |
| ------------ | ------------------------- | ---------------------- | ------------ | ------------ |
| 2016         | Mejor programa de cocina  | Morfi, todos a la mesa | Nominado     | [ 3 ] [ 4 ]  |
| 2016         | Mejor conducción femenina | Carina Zampini         | Nominada     | [ 3 ] [ 4 ]  |
| 2016         | Mejor panelista           | Malena Guinzburg       | Ganadora     | [ 3 ] [ 4 ]  |
| 2016         | Mejor escenografía        |                        | Nominado     | [ 3 ] [ 4 ]  |
| 2016         | Mejor programa musical    | La peña de Morfi       | Ganador      | [ 3 ] [ 4 ]  |
| 2017         | Mejor Magazine            | Morfi, todos a la mesa | Nominado     | [ 5 ]        |
| 2017         | Mejor Programa Musical    | La peña de Morfi       | Nominado     | [ 5 ]        |
| 2017         | Mejor Panelista           | Malena Guinzburg       | Ganadora     | [ 5 ]        |

| Premios Notirey | Premios Notirey | Premios Notirey        | Premios Notirey | Premios Notirey |
| Año             | Categoría       | Nominado               | Resultado       | Ref.            |
| --------------- | --------------- | ---------------------- | --------------- | --------------- |
| 2016            | Mejor Magazine  | Morfi, todos a la mesa | Ganador         | [ 6 ]           |

| Kids' Choice Awards Argentina | Kids' Choice Awards Argentina | Kids' Choice Awards Argentina | Kids' Choice Awards Argentina | Kids' Choice Awards Argentina |
| Año                           | Categoría                     | Nominado                      | Resultado                     | Ref.                          |
| ----------------------------- | ----------------------------- | ----------------------------- | ----------------------------- | ----------------------------- |
| 2017                          | Programa Favorito             | Morfi, todos a la mesa        | Nominado                      | [ 7 ]                         |